# Operacja Argaz
Operacja Argaz lub Operacja Skrzynka (hebr. מבצע אַרְגָּז, Miwca Argaz) – izraelska operacja wojskowa przeprowadzana w trzech odsłonach na terytorium Libanu w celu ujęcia oficerów Sił Zbrojnych Syrii, których Izrael mógłby później wymienić na przebywających w syryjskiej niewoli trzech izraelskich pilotów. Operację przeprowadzano w nocy z 13 na 14 czerwca („Argaz 1”), 19 czerwca („Argaz 2”) i 21 czerwca 1972 roku („Argaz 3”) przez Sajjeret Matkal.
Operacja zakończyła się ostatecznie sukcesem. Porwano oficera wywiadu, dwóch oficerów wojsk pancernych i dwóch oficerów wywiadu syryjskich sił powietrznych. 3 czerwca 1973 roku 41 syryjskich jeńców wraz z pojmanymi oficerami zostało wymienionych na trzech izraelskich pilotów.

## Tło operacji
W październiku 1970 roku Izrael zawarł porozumienie z Egiptem o zawieszeniu ognia kończące wojnę na wyczerpanie. Ponadto władze Egiptu zgodziły się na obustronną wymianę jeńców. Na tzw. froncie syryjskim nie doszło do zawieszenia ognia, ale armia syryjska zaprzestała działań zbrojnych na Wzgórzach Golan. W zamian za to Syria i Liban pozwalały, aby przez ich granice z Izraelem przenikali członkowie organizacji palestyńskich i przeprowadzali ataki. Co więcej, w syryjskiej niewoli znajdowało się trzech izraelskich pilotów: Gide’on Magen, Pinchas Nachmani (piloci zestrzelonego 2 lutego 1970 roku samolotu F-4 Phantom II) oraz Bo’az Ejtan (pilot zestrzelonego 18 lipca 1970 roku samolotu Mirage III), których Damaszek nie chciał wymienić na 37 syryjskich jeńców.

## Przygotowania do operacji
Od 1971 roku w Sztabie Generalnym Armii Obrony Izraela zaczęto rozważać opcję porwania syryjskich oficerów, którzy mieliby stanowić kartę przetargową w rozmowach z syryjską armią i szczeblami politycznymi na temat wymiany jeńców. Początkowo rozważano porwanie dowódców wizytujących syryjskie pozycje przy Wzgórzach Golan. Izraelczycy chcieli zaatakować klub oficerski w Ad-Dimas, ponieważ na temat tej okolicy mieli bardzo dużo danych wywiadowczych. Ponadto miejscowość znajduje się w okolicach Damaszku, dzięki czemu porwanie miałoby wymiar psychologiczny i propagandowy. Problemem okazała się jednak zbyt duża liczba jednostek wojskowych w okolicy. W związku z tym uwaga izraelskiego wywiadu skupiła się na klubie oficerskim w Latakii. W tym przypadku Izraelczycy nie byli w stanie określić dokładnej godziny pojawienia się oficerów w klubie.
Jednostka 8200 ciągle poszukiwała możliwości pojmania oficerów. Skupiono się na nowo tworzonych jednostkach pancernych i zmechanizowanych. 11 czerwca 1972 roku jednostka przechwyciła rozmowę dwóch syryjskich pilotów. Pojawiła się w niej informacja o tym, że syryjska delegacja ma odwiedzić południe Libanu, a potem skierować się Bejrutu. Dowództwo Jednostki 8200 poinformowało o tym fakcie wywiad lotniczy, który miał zebrać zdjęcia i dane na temat pogranicza libańsko-izraelskiego. Wydział operacyjny Sztabu Generalnego podjął decyzję, że w operację zaangażowana zostanie jednostka specjalna Sajjeret Matkal, dowodzona wówczas przez ppłk Ehuda Baraka. Od tego czasu nie pojawiły się żadne szczegóły dotyczące wizyty. 12 czerwca wywiad izraelski przechwycił informacje na temat mobilizacji libańskich jednostek policji i wojska na południu kraju. Wieczorem tego samego dnia przechwycono szczegóły wizyty. 14 czerwca delegacja miała wizytować miasto Szeba’a. Wizyta zakończyć się miała 15 czerwca w libańskiej bazie w An-Nakurze. W skład delegacji miało wejść siedmiu oficerów.
Zaplanowana przez szefa sztabu gen. Dawida Elazara operacja otrzymała zgodę premier Goldy Me’ir, mimo sprzeciwów ministra obrony Moszego Dajana. Uważał on, że operacja ta byłaby zbyt niebezpieczna. Do zaakceptowania operacji przekonał go członek rodziny, por. Uzzi Dajan. Podczas wizyty i wymiany zdań na temat ratunku pilotów Uzzi Dajan uznał, że stryj prawdopodobnie był „za stary, żeby to zrozumieć”  .

## Operacja

### Argaz 1
Plan operacji „Argaz 1” zakładał, że w nocy 13 czerwca żołnierze Sajjeret Matkal przekroczą granicę z Libanem i zejdą zboczem Har Dow (arabska nazwa góry to Dżabal Ros) w kierunku Szeby, z której miała wyjechać syryjska delegacja 14 czerwca. Oddział komandosów postanowił przeprowadzić zasadzkę w punkcie obserwacyjnym armii libańskiej. Droga w jego okolicy zmuszała pojazdy do zwolnienia, co ułatwiłoby atak na konwój. Sajjeret Matkal postępował zgodnie z założeniami pomimo faktu, iż 13 czerwca obserwatorzy na Har Dow donosili o nieobecności sił libańskich w okolicy. Gen. Mordechaj Gur z Dowództwa Północnego zwrócił się do wywiadu z prośbą o potwierdzenie wcześniejszych danych wywiadowczych o tym, że w okolicy mieli stacjonować Libańczycy. W odpowiedzi otrzymał stwierdzenie, że nic się nie zmieniło w kwestii stacjonowania w okolicy Libańczyków. Komandosi nie napotkali armii libańskiej w rejonie zasadzki i przekazali tę informację do Sztabu Generalnego i Dowództwa Północnego. Gen. Mordechaj Gur wydał rozkaz powrotu żołnierzy do Izraela. Według Uziego Dajana inną przyczyną odwołania operacji był namiot straży niedaleko miejsca zasadzki. Wiedziano o jego istnieniu, ale wywiad nie miał pewności, czy był on wówczas używany przez armię libańską.
Według Amosa Gilboy w operacji brał jeden oddział pod dowództwem płk Amnona Birana, według Michaela Bar-Zohara i Nissima Mishala w operacji brały udział dwa oddziały pod dowództwem Ehuda Baraka i Benjamina Netanjahu.
14 czerwca armia libańska pozostawała ciągle w stanie gotowości, mimo braku delegacji w rejonie Szeby. W stanie alarmu pozostawały również oddziały armii syryjskiej. Na tej podstawie Sztab Generalny podjął decyzję o potrzebie powtórnego przeprowadzenia operacji.

### Argaz 2
Tym razem na rejon zasadzki wybrano okolice Rosz ha-Nikry po libańskiej stronie granicy. Oddział pod dowództwem Ehuda Baraka miał za zadanie przeprowadzić atak na konwój, oddział pod dowództwem Benjamina Netanjahu miał zabezpieczyć rejon zasadzki przed posiłkami oraz przechwycić uciekających z zasadzki. Amnon Biran zajmował się obserwacją operacji z izraelskiej strony granicy. Podczas oczekiwania na konwój w miejscu operacji pojawił się pasterz ze swoją trzodą. Miał zauważyć dziurę w płocie granicznym i zbliżyć się do miejsca, w którym ukryty był oddział Benjamina i Iddo Netanjahu. Został natychmiast schwytany przez Izraelczyków. Pół godziny przed przybyciem na miejsce konwoju do rejonu zasadzki przybył od strony An-Nakury transporter opancerzony. Wiadomość o tym zdarzeniu przekazano do Dowództwa Północnego i Sztabu Generalnego. Podczas oczekiwania na odpowiedź Libańczycy rozstawili straże i zamaskowali transporter. Ehud Barak ocenił, że pomimo braku broni przeciwpancernej, można przeprowadzić operację do końca. Po jakimś czasie komandosi otrzymali rozkaz wycofania się. W momencie, kiedy oddział Benjamina Netanjahu przechodził przez płot na stronę izraelską, konwój będący celem zasadzki przejechał obok żołnierzy.
Po operacji Ehud Barak miał przyznać, że gdyby wiedział o tym, iż transporter będzie powodem odwołania zasadzki, to nie zameldowałby o tym fakcie dowództwu. Natomiast Iddo Netanjahu przyznał, że po pojmaniu pasterza na miejsce operacje przybyli mieszkańcy jego wioski w celu odnalezienia zaginionego. Miało dojść do spotkania z Izraelczykami i wspólnej rozmowy.
Operacja „Argaz 2” była jedyną operacją izraelską, w której udział wzięli służący w Sajjeret Matkal wszyscy trzej bracia Netanjahu: Jonatan, Benjamin i Iddo. Było to wbrew zasadom Armii Obrony Izraela. Dowództwo zabraniało braciom brać udział w tych samych operacjach ze względu na możliwe ryzyko śmierci wszystkich na raz. Była to jednocześnie ostatnia operacja wojskowa Benjamina Netanjahu przed odejściem z wojska i wyjazdem na studia do Stanów Zjednoczonych.

### Argaz 3
Izraelski wywiad donosił, że syryjscy oficerowie wciąż znajdowali się na południu Libanu. Sztab Generalny zadecydował o ponownym przeprowadzeniu operacji w rejonie wsi Ramja. Tym razem oddziałem dowodził Jonatan Netanjahu i Uzzi Dajan. Ehud Barak pozostał w dowództwie. Według późniejszych doniesień miało to zapobiec kolejnemu przerwaniu operacji. Wsparciem dla Sajjeret Matkal była jednostka Sajjeret Egoz oraz spadochroniarze i wojska zmechanizowane.
Rankiem 21 czerwca dokonano wyłomu w płocie granicznym. Jonatan Netanjahu miał sprawdzić, czy teren był rozminowany. Około 11:00 w zasięgu wzroku komandosów pojawił się konwój składający się m.in. z dwóch pojazdów opancerzonych i dwóch Land Roverów. O 11:25 dwa pojazdy izraelskie podjechały do wyrwy w płocie, a żołnierze symulowali ich naprawę. O 12:00 syryjski konwój minął Ramję, a Izraelczycy rozpoczęli przygotowania do zasadzki. W tym samym czasie komandosi zostali zauważeni przez lokalnych pasterzy. Zatrzymali oni konwój i zaalarmowali wojskowych. Jadący na przedzie samochód marki Volkswagen uciekł z miejsca zasadzki. Izraelczycy ruszyli w pogoń za uciekinierami. Po zrównaniu się z Syryjczykami komandosi zaczęli wydawać rozkazy w języku arabskim i oddali strzały ostrzegawcze. Nawiązała się wymiana ognia, w której zginęło czterech Syryjczyków. Raniono jednego Syryjczyka i jednego Izraelczyka. W trakcie starcia z miejsca zasadzki uciekł jeden syryjski oficer, jak się później okazało szef wywiadu polowego armii syryjskiej, a także jeden Libańczyk. Jak się później okazało dwa auta, wspomniany Volkswagen, oraz Mercedes znalazły się w konwoju przypadkowo. Operację zakończono około godziny 13:00.
Na miejscu wzięto do niewoli oficera wywiadu w stopniu generała brygady, dwóch pułkowników syryjskich wojsk pancernych i dwóch pułkowników wywiadu syryjskich sił powietrznych.

## Następstwa operacji
Izrael od razu zaproponował Syrii wymianę jeńców, bez podawania do wiadomości publicznej informacji o operacji. Syryjczycy odrzucili propozycję i uznali, że Izrael powinien bezwarunkowo umożliwić powrót oficerom. Liban z kolei złożył do Organizacji Narodów Zjednoczonych skargę na izraelską operację wojskową na swoim terytorium.
Na następny dzień jordańska prasa poinformowała o przeprowadzonej operacji, oceniając ją jako cios w armię syryjską.
Do wymiany jeńców doszło dopiero 3 czerwca 1973 roku. Izraelczycy przekazali Damaszkowi porwanych oficerów i 41 innych żołnierzy. Wypuszczono także na wolność więźniów libańskich, a także jednego Druza skazanego za szpiegostwo na rzecz Syrii.